# Constance DeJong (Schriftstellerin)
Constance DeJong (geboren 1950) ist eine US-amerikanische Schriftstellerin und Performancekünstlerin.

## Leben und Werk
DeJong schriftstellerische Arbeit steht in engem Zusammenhang mit ihren Performances, Videos, New-Media-Kunstwerken. 1977 veröffentlichte sie ihr erstes Buch, Modern Love. Es erschien bei Standard Editions, einem Verlag, den sie selbst – gemeinsam mit Dorothea Tanning – gegründet hatte. Im Jahr darauf extrahierte sie einen Auszug aus dem Buch und stellte ihn als einstündige Radiosendung vor. Dazu schrieb Philip Glass seinen Modern Love Waltz. 2017 erschien das Buch in einer faksimilierten Neuauflage.

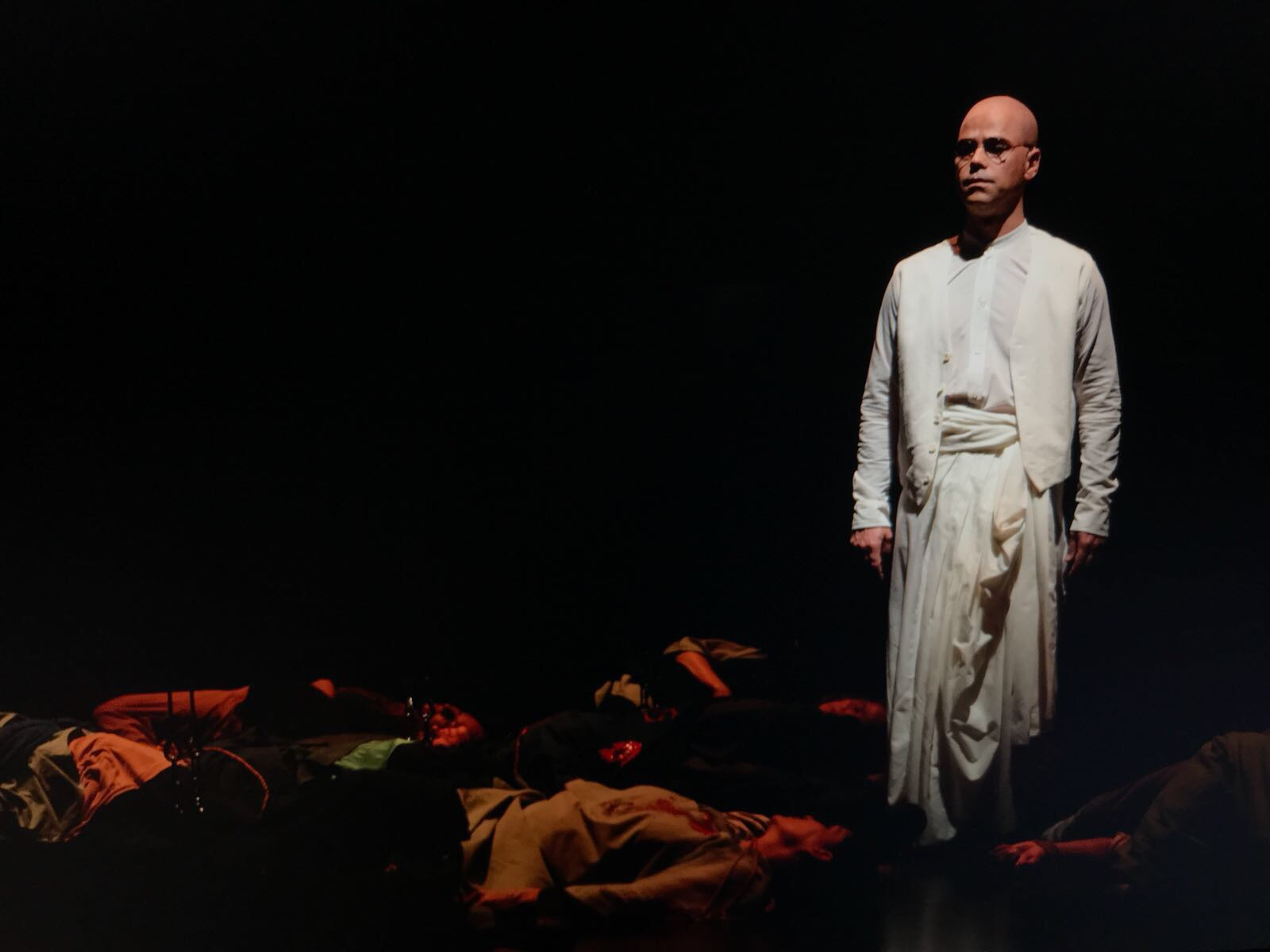
Stefan Cifolelli als Gandhi in Satyagraha
Komische Oper Berlin, Oktober 2017

1977 stellte sie in New Yorks legendärem Avantgardetreffpunkt The Kitchen eine Sammlung von Gedichten vor, die im Folgejahr unter dem Titel The Lucy Amarillo Stories  als Buch erschienen. Die Musik für die Performance stammte von Richard Landry und Ken Deifik. Es folgte das Libretto für eine Oper von Philip Glass, Satyagraha, ein Auftragswerk der Stadt Rotterdam, gewidmet den frühen Jahren Gandhis in Südafrika. Die Uraufführung am 5. September 1980 in Rotterdam war ein großer Erfolg bei Publikum und Presse. Das Werk wurde auch mehrfach in den Vereinigten Staaten aufgeführt, 1981 im Artpark in der Nähe der Niagarafälle und an der Brooklyn Academy of Music, 1987 an der Lyric Opera of Chicago, 2008 und 2011 an der Metropolitan Opera in New York.
Ende der 1980er Jahre begann ihre lang andauernde Zusammenarbeit mit dem Video- und Installationskünstler Tony Oursler. Bei der Whitney Biennial 1989 wurden zwei der frühen gemeinsamen Arbeiten präsentiert:
- Joyride ™ (1988) ist ein 15 Minuten langes Videoband, welches metaphorisch die Themenpark- und Museumskultur beleuchtet.
- Relatives (1989) ist eine Performance, die Wort und Video integriert, welche in der Folge in 25 Städten weltweit gezeigt wurde, darunter Amsterdam, Helsinki, Oslo und Zagreb.

Gemeinsam mit Tony Oursler und Stephen Vitiello realisierte sie das Langzeitprojekt Fantastic Prayers (1995–1998), eine Serie von Performances und Installationen, eine Website und eine CD-ROM, ein Auftragswerk des Dia Center for the Arts in New York.
Im Jahr 2000 kreierte Constance DeJong die Sound-Installation Speaking of the River, welches die Themse in London mit dem Hudson River in New York verband. Im Jahr 2006 schrieb sie die Texte für SuperVision, eine Koproduktion der Builders Association und der dbox, die am Walker Art Center in Minneapolis und an der Brooklyn Academy of Music (BAM) in New York City aufgeführt wurde.
DeJong ist Professor für Kunst und zeitgebundene Medien am Hunter College der City University of New York.

## Ausgewählte Schriften
- Modern Love. Standard Editions, 1977 (N7433.4.D44 1977), Faksimile-Neuauflage Primary Information/Ugly Duckling Presse, Frühjahr 2017
- The Lucy Amarillo Stories. Standard Editions, 1978, ISBN 0-918746-03-5
- Satyagraha, M.K. Gandhi in South Africa, 1893–1914. Tanam Press, 1983, ISBN 0-934378-43-6
- I.T.I.L.O.E. Top Stories, 1983
- Five, 1986

## Dauerinstallation
- Duets for Animals and People (1994), „talking benches“ im Woodland Park Zoo, Seattle, Washington